# Al-Gama'a al-Islamiyya
al-Gama'a al-Islamiyya er en organisation der er blevet betegnet som et egyptisk terrornetværk, og er kædet sammen med attentatet på Anwar Sadat.
To prominente medlemmer af organisationen har haft forbindelser til Danmark i 1990'erne: chef-ideologen Omar Abdel Rahman og talsmanden Abu Talal.
Rahman er nu fængslet i USA for det første terrorangreb på World Trade Center i 1993. Talal blev bortført af CIA under en rejse i Kroatien og senere udleveret til Egypten hvor han øjensynligt er blevet henrettet.